# Dark Secret Saga
The Dark Secret Saga è la seconda saga fantasy del gruppo symphonic metal italiano Rhapsody of Fire, ideata dal chitarrista Luca Turilli. Gli album che la compongono sono Symphony of Enchanted Lands II: The Dark Secret (2004), Triumph or Agony, (2006) The Frozen Tears of Angels (2010), l'EP The Cold Embrace of Fear - A Dark Romantic Symphony (2010) e From Chaos to Eternity (2011).

## Trama
Dopo la dipartita del sanguinario Akron, sconfitto grazie alla leggendaria spada di smeraldo da parte del potente guerriero venuto dal nord, le terre incantate di Algalord hanno finalmente conosciuto la pace.
Poco prima della morte durante l'Ultima Guerra Primordiale, sentendone l'incombenza, Nekron stilò un testamento di pura malvagità, i sette libri neri, scritti col sangue degli angeli.
Uno dopo l'altro sei di questi libri furono scoperti, ma l'ultimo, il più potente di tutti, non è ancora stato ritrovato. Esso contiene il segreto per la resurrezione dello stesso Nekron.
Questo libro è nascosto nelle segrete di Dar-Kunor, antica città diroccata sperduta tra le Montagne Grigie.
Nell'album Symphony of Enchanted Lands II: The Dark Secret verrà formato un ordine segreto (White Dragon's Order) che avrà come compito mantenere la pace ed evitare la resurrezione del demone. Un concilio verrà indetto a Elgard da re Uriel, al quale parteciperanno vari re, maghi, elfi e signori dei draghi per decidere chi dovrà partire e compiere il lungo e pericoloso viaggio verso Dar Kunor. Il mago Iras Algor di Hor-Lad, il guerriero Khaas, la principessa Lothen dell'antico regno delle cascate e Tarish, re elfico sono i primi ad essere scelti.
Qui entra in scena Dargor, quinto membro della compagnia, essere in parte demoniaco e in parte umano. Figlio della Déa Gaia, madre della Terra, e adottato da Vankar, mago personale di Kron, una volta resosi conto che il male era una cosa snaturata è passato dalla parte del bene.
Lui è l'unico in grado di trovare il settimo libro, perché è già stato a Dar Kunor e sa come attraversare i labirinti e le insidie di quegli oscuri sotterranei. Ma trovare il libro oscuro potrebbe non bastare. Le leggende narrano di un altro libro, scritto dall'angelo Erian, in cui si troverebbe una contro-profezia per impedire il ritorno dell'oscuro signore Nekron. Purtroppo nell'Era della Luna Rossa, 3000 anni prima, quando i signori delle terre oscure hanno vinto la battaglia contro le armate del bene nelle pianure del nord, il Libro Bianco di Erian è stato trovato dallOrdine Oscuro nelle segrete stanze della città di Ainor. Da quel giorno il Libro, che essendo stato scritto col sangue di un angelo non può essere distrutto, è stato nascosto in un luogo segreto.
Il disco si chiude con l'arrivo dei cinque eroi alle Montagne Grigie, mentre la notte scende sulle Enchanted Lands.
Triumph or Agony narra di come Iras Algor, Kaas, Lothen, Tarish e Dargor riescano a sottrarre dalle profondità di Dar Kunor il Libro Nero, attraversando il Pozzo delle Anime oscure e sfuggendo a un'armata di morti viventi. Inoltre viene raccontanta la leggenda di come la mitica Emerald Sword sia stata forgiata nel passato, durante la terza Guerra Elfica e di come sia stata usata per distruggere le forze del Male. Quell'arma però fu considerata troppo potente e pericolosa dal concilio dei maghi, e quindi fu nascosta oltre i Cancelli di Avorio, dove solo un eroe dal cuore puro avrebbe potuto recuperarla.
Recuperato il libro e riportato ad Algalord, la città sacra, Lothen sussurra una profezia: i cinque eroi si rincontreranno per difendere la Terra e i miti e le leggende li accompagneranno per sempre. I discepoli dell'Ordine Oscuro infatti si sono mobilitati per far sì che il signore dei demoni Nekron risorga proprio come vuole la nera profezia.
Nel terzo album della saga, The Frozen Tears of Angels, gli eroi tornano ad Elgard, dove nascondono il libro che con tanta fatica hanno recuperato dalle oscure profondità di Dar Kunor. Dopo aver studiato il libro, Iras e gli altri si rendono conto che il sacro libro di Erian non era solo una leggenda, ma deve essere trovato per porre fine alla terribile profezia di Nekron. Il libro si trova in un luogo sconosciuto situato tra le bianche montagne nelle terre del nord. Per trovarlo Iras, Dargor, Khaas, Lothen e Tarish cavalcano fino alla città di Ainor. Nella torre più alta della fortezza, gli eroi si trovano tra migliaia di libri. Dopo un lungo studio, trovano ciò che cercavano. Il luogo in cui è stato nascosto il libro di Erian è Har-Kuun, una fortezza usata in passato da Nekron, situata da qualche parte vicino a Nair-Kaan, la montagna sacra delle terre del nord. Così inizia un viaggio attraverso un mondo freddo e misterioso, dove persino le lacrime degli angeli non possono fare altro che diventare ghiaccio.
Nell'EP The Cold Embrace of Fear - A Dark Romantic Symphony viene narrato l'ingresso dei cinque eroi nell'ancestrale mondo di Har-Kuun, nel disperato tentativo di rintracciare il sacro libro di Erian e scoprire come fermare l'orribile profezia che minaccia l'intero mondo conosciuto. Dopo aver scongiurato valanghe e assalti da parte di creature da incubo, i Naarot, i cinque riescono infine a trovare il libro, ma un'orribile rivelazione rovina la conquista dell'artefatto: prendendo in ostaggio Iras, l'elfo Tarish dichiara di essere un seguace dell'Ordine Oscuro, ed esige il Libro di Erian in cambio della vita del mago. Alla fine Dargor è costretto ad uccidere Tarish, che precipita in un crepaccio assieme ad alcune pagine del tomo. Con la tristezza nel cuore, i quattro superstiti tornano a casa. Non manca ormai molto al fatidico ritorno di Nekron...
From Chaos to Eternity è la fine della saga, e inizia con le parole scritte nel Libro Bianco. Le parole di Erian erano chiare e alla fine fu rivelato il Segreto Oscuro che minacciava l'intero mondo conosciuto. Durante l'ultima delle guerre primordiali il drago nero Thanor tradì Nekron e disse agli angeli dove si nascondeva. Quando Nekron lo ha scoperto, la rabbia dell'inferno ha fatto tremare la terra!
Thanor fu torturato e gli furono strappati gli occhi dalla faccia prima di essere ucciso. Il drago che stava a guardia del libro di Erian in Har-Kuun era lo stesso Thanor. Dopo l'ultima delle guerre primordiali gli angeli presero gli occhi di Thanor e li trasformarono in due pietre preziose; Aelin e Mornir. Gli angeli lanciarono le due pietre sulla terra, diffondendo simbolicamente coraggio e saggezza in tutte le terre.
Il libro di Erian rivelò anche che nel giorno della settima eclissi (l'ultima del secolo), le energie mistiche dell'eclisse avrebbero risvegliato i sette demoni alati che erano in grado di aprire la porta dell'Inferno. Ma lo stesso giorno, se Thanor avesse riabbassato gli occhi, l'urlo della sua anima avrebbe fatto tremare di nuovo la terra e si sarebbe rialzato per l'ultima volta per fermare i piani oscuri di Nekron.
Furono trovati Aelin e Mornir, ma a costo del cavallo di Dargor e della vita di Khaas. Gli eroi tornarono a Har-Kuun dove il destino del mondo sarebbe stato rivelato. L'Ordine Nero si sta preparando per la battaglia e l'odore della guerra è nell'aria. Dopo lunghi giorni di battaglie e spargimenti di sangue, l'esercito delle tenebre fu sconfitto, ma la guerra non è ancora stata vinta. Il tempo scorreva veloce e la luna si stava lentamente spostando verso il sole. Gli eroi attraversano Har-Kuun e vedono ancora una volta la maestosa statua di Thanor.
Quando la luna inghiottì il sole, i sette demoni alati che giacevano sulle alte colonne scure che circondavano Har-Kuun stavano lentamente iniziando ad aprire gli occhi fissando l'eclissi. I lamenti di Nekron divennero sempre più udibili. Era giunto il momento di ridare a Thanor i suoi occhi. L'incantesimo di Thanor fu rotto, e così iniziò il suo maestoso volo.
Etherus, mago maestro dell'Ordine del Drago Bianco ha dato la vita per le amate terre. Ha usato l'incantesimo proibito per uccidere Koras, il più potente dei sette demoni. Thanor tornò vittorioso dopo aver distrutto gli altri sei demoni alati e tornò nella sala principale di Har-Kuun, e rimane magicamente sbalordito. Thanor riaprì gli occhi e due bianchi raggi di luce colpirono il corpo di Dargor. Alcune frasi profetiche nel sacro alfabeto degli angeli sono state scritte sul suo corpo. Le pagine mancanti del libro di Erian sono state scolpite sul corpo di Dargor.
"Sono la reincarnazione di Erian e il prescelto per attraversare la porta del mondo antico per sfidare l'anima infernale di Nekron e l'energia malvagia che lo ha generato."
Dargor chiede perché sia stato scelto per andare nell'aldilà, sapendo che è un mezzo demone. Iras gli dice che gli dei e gli angeli lo hanno scelto perché Dargor ha scelto la luce sull'oscurità. Accetta quindi il suo destino, entra nei cieli e sfida Nekron.
Il portale si chiude dietro Dargor, e Dargor deve lasciare il suo corpo fisico per servire la volontà degli angeli. Il destino di Dargor era finalmente chiaro; Lo spirito angelico di Erian ora abbracciava l'anima immortale di Dargor. Combinare le energie supreme del cosmo per diventare pura divinità. Un dio della luce cosmica ha respirato sulla Terra ... di nuovo.

## Album
- 2004 - Symphony of Enchanted Lands II: The Dark Secret
- 2006 - Triumph or Agony
- 2010 - The Frozen Tears of Angels
- 2010 - The Cold Embrace of Fear - A Dark Romantic Symphony
- 2011 - From Chaos to Eternity

Tutti gli album vedono la presenza di Christopher Lee come ospite nelle vesti di narratore.